# خوسيه غاليانا
خوسيه غاليانا (بالإسبانية: José Galiana)‏ هو لاعب كرة قدم إسباني في مركز الهجوم، ولد في 17 أغسطس 1967. لعب مع سيوداد دي مورسيا ونادي إلتشي.